# Borgo San Lorenzo
Borgo San Lorenzo es una localidad italiana de la ciudad metropolitana de Florencia, región de Toscana, con 17.923 habitantes.

Ubicación de la ciudad de Borgo San Lorenzo dentro de la provincia de Florencia.

## Evolución demográfica
| Gráfica de evolución demográfica de Borgo San Lorenzo entre 1861 y 2001 |
|                                                                         |
| Fuente ISTAT - Elaboración gráfica por parte de Wikipedia               |